# Лануриле (Констанца)
Лануриле (рум. Lanurile) насеље је у Румунији у округу Констанца у општини Барагану. Oпштина се налази на надморској висини од 97 m.

## Становништво
Према подацима из 2002. године у насељу је живело 937 становника.

### Попис2002.
| Расподела становништва по националности 2002.‍ | Расподела становништва по националности 2002.‍ | Расподела становништва по националности 2002.‍ | Расподела становништва по националности 2002.‍ | Расподела становништва по националности 2002.‍ |
| --------------------------------------------- | --------------------------------------------- | --------------------------------------------- | --------------------------------------------- | --------------------------------------------- |
|                                               |                                               |                                               |                                               |                                               |
| Румуни                                        | Румуни                                        |                                               | 929                                           | 99,3%                                         |
| Татари                                        | Татари                                        |                                               | 7                                             | 0,7%                                          |